# Louis de Mondran
Louis de Mondran est un parlementaire, un académicien et urbaniste toulousain, né à Seysses le 8 mai 1699, et mort à Toulouse, dans la paroisse de Saint-Exupère, le 2 mai 1792.

## Biographie
Louis de Mondran est le fils de Louis de Mondran et de Catherine Lucas de Saint-Mars. Son père a été capitoul en 1716 et seigneur de la Pomarède, domaine situé près de Seysses, mousquetaire puis membre du parlement de Toulouse.
Il a suivi les études chez les Jésuites, mais il ne veut pas suivre la carrière de son père. À la suite d'un gain au jeu, il se rend en 1720 à Paris où il loge chez sa tante maternelle. Il revient à Toulouse en 1721. À la demande de sa famille, il épouse une jeune noble qui meurt en couches.
Il se remarie en 1730 avec Jeanne Rose de Boé (vers 1710-1762) qui est la belle-sœur de François Garipuy.

### Louis de Mondran et la Société des beaux-arts de Toulouse
Guillaume Cammas, peintre de l'hôtel de ville de Toulouse, avait recréé une école de dessin et de peinture à ses dépens en 1738. Il s'est adjoint Pierre Lucas pour donner des leçons de sculpture. Devant le succès de l'école, les capitouls s'y sont intéressés. Ils ont décidé d'attribuer une somme de 400 livres pour le fonctionnement de l'école, puis de 500 livres pour attribuer des prix en 1744.
Devant ce succès, Guillaume Cammas et les amis de l'école ont remis un mémoire proposant que les personnes chargées d'attribuer ces prix forment une « société qui fût assujettie à des règlements, qui s'assemblât à certains jours marquées, et dont les arts et le moyen de les faire fleurir seraient l'objet ». Le projet de création d'une Société des beaux-arts a été approuvé et délibéré dans les conseils de la ville tenus du 8 au 13 janvier 1746.
Certains capitouls ne sont pas favorables à cette société car ils jugent que la subvention de 900 livres qu'elle reçoit de la ville est trop coûteuse par rapport à son utilité pour la ville. M. Lasserre, chef du consistoire de la ville, ayant posé la question au Conseil de ville d'obtenir des lettres patentes pour transformer la Société en Académie, il n'y a eu qu'une seule voix de majorité au conseil pour éviter que la Société des beaux-arts ne soit supprimée. Le comte de Caraman, lieutenant général des armées du roi, a eu le projet de la réunir à l'Académie des sciences, inscriptions et belles-lettres de Toulouse qui venait d'être créée. Louis de Mondran défend plutôt l'obtention de lettres patentes pour créer une institution royale. Le comte de Caraman a quitté Toulouse pour s'installer à Paris où l'appelaient ses affaires et le comte de Fumel s'est retiré à Bordeaux. Louis de Mondran est alors désigné comme modérateur de la Société des beaux-arts. Il va mener plusieurs actions en même temps : 
- éviter que le Corps de ville supprime la Société des beaux-arts,
- modifier son règlement pour augmenter le nombre d'associés honoraires en créant huit nouvelles places d'associés ordinaires approuvé par le conseil de ville en 1747 (pour conserver sa position dans la Société, le Corps de ville a réservé quatre des places à d'anciens capitouls),
- adopter de nouveaux statuts le 2 juillet 1748[4],
- agir auprès de ses relations parisiennes pour transformer la Société des beaux-arts en Académie par lettres patentes royales pour la sortir de sa dépendance au Corps de ville. En même temps, Louis de Mondran a fait acheter par la ville, en 1749, aux héritiers du sculpteur Philippe Parant, mort à Béziers, les moulages de toutes les statues antiques qu'il avait réalisés à Rome sur ordre de Louis XIV, et en fit faire des moulages en creux pour les reproduire à volonté[5].

À partir de 1749, une correspondance s'est établie entre des membres associés de la Société des beaux-arts, en particulier Louis de Mondran, le comte de Caraman et le comte de Caylus, avec le ministre comte de Saint-Florentin et l'académicien Claude Gros de Boze, garde du Cabinet de médailles du roi, ainsi qu'avec Charles Antoine Coypel, pour l'établissement d'une académie des beaux-arts à Toulouse et obtenir des lettres patentes du roi pour permettre cette création.

### Louis de Mondrian urbaniste
Jusqu'au milieu du XVIIIe siècle, Toulouse était resté dans les limites des remparts et dans le tracé des rues du Moyen Âge. À l'instar des autres grandes villes de province, il était nécessaire de moderniser le plan de la ville, de faire disparaître les limites imposées par les remparts pour permettre un développement de la ville, en particulier de son commerce.
À partir du début du XVIIIe siècle, plusieurs projets sont présentés pour développer la ville de Toulouse en la faisant sortir des remparts du Moyen Âge. Le premier, anonyme, est présenté en 1733 par le Plan général pour l'embellissement de la ville de Toulouse mis en dialogue entre un parisien et toulousain. Le deuxième, Projet des embellissements à faire à la ville de Toulouse, est proposé par François Garipuy en 1749, ingénieur et membre des sociétés savantes de la ville. 
Louis de Mondran a présenté un troisième projet à l'Académie royale de peinture, sculpture et architecture de Toulouse, le 23 juillet 1752, un plan de modernisation de l'urbanisme de la ville de Toulouse, le « Projet pour le commerce et les embellissements de Toulouse ». Ayant reçu un accueil favorable de ses collègues, une commission a été nommée pour étudier le projet avant de le rendre public,. Le 28 janvier 1753, constatant que les commissaires nommés n'avaient pas étudié le projet, Louis de Mondran a reparlé de ce projet au cours d'une réunion de l'Académie et de nouveaux commissaires ont été nommés : l'abbé de Sapte, de Saint-Amand, de Puymaurin, Francain, Rivalz, de Merle, Dufourc, Garipuy et de Mondran. Pour leur permettre une étude plus facile, il a été tiré autant d'exemplaires du projet qu'il y avait de commissaires. Un de ces exemplaires du « Projet pour le commerce et les embellissements de Toulouse » a été vu par l'imprimeur J. H. Guillemette qui l'a imprimé et diffusé dans le public.

### Aménagement de l'Esplanade: le Grand-Rond et les allées qui s'y croisent

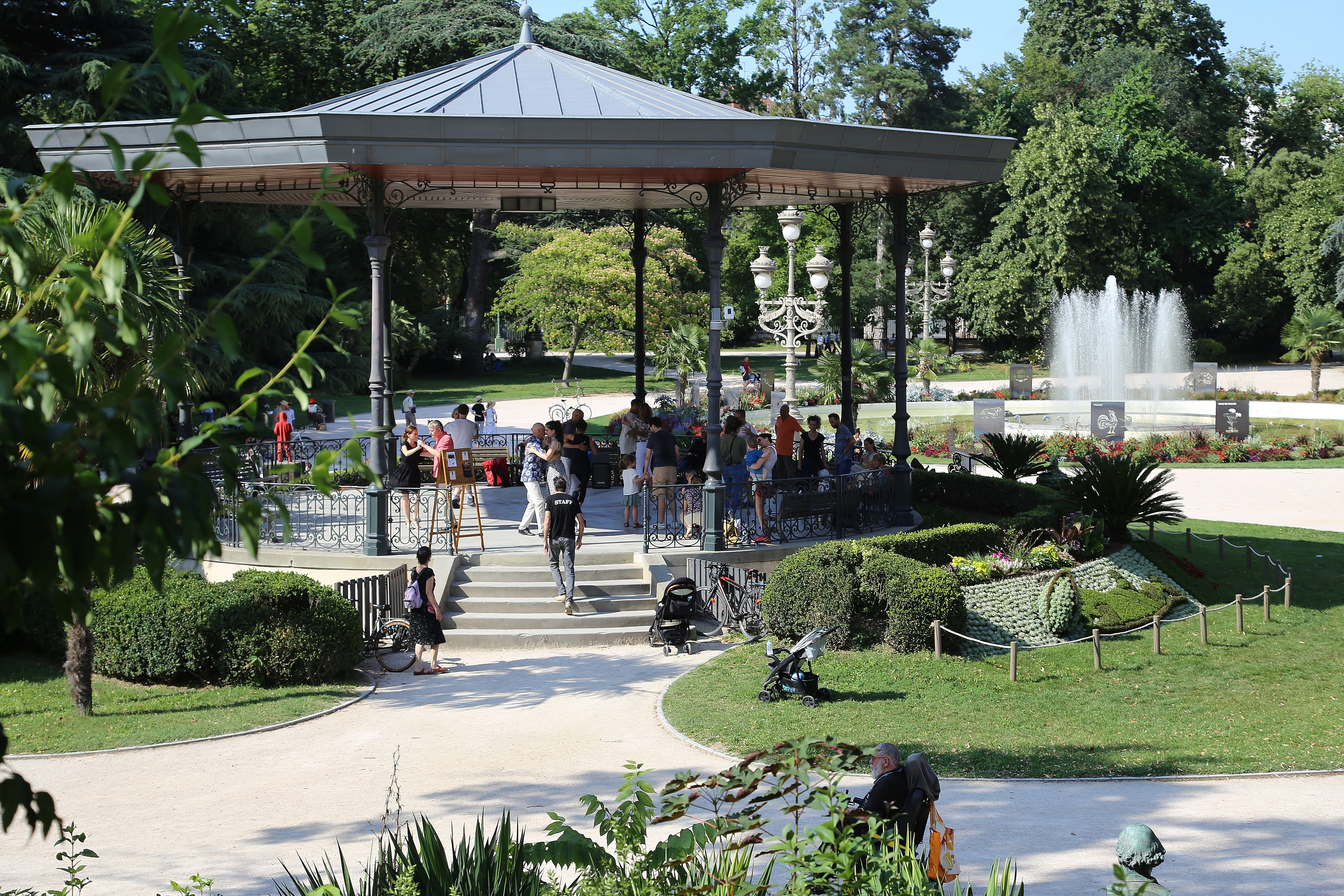
Le Grand-Rond de Toulouse.

Louis de Mondran reprend le projet de promenade à l'extérieur des remparts présenté par François Garipuy à l'intendant en 1749. Il propose de réaliser à l'emplacement de l'Esplanade un ensemble formé par un Ovale, l'actuel Grand-Rond et six allées qui y convergent et dont l'une doit se terminer sur un quai allant de l'île de Tournis jusqu'au Bazacle qui a été réalisé en partie par Joseph-Marie de Saget à partir de 1762 ,,. Il avait fait une présentation détaillée de ce projet devant ses confrères de l'Académie accompagnée d'un plan, le 18 avril 1751. Ce projet a été gravé par Jean-François Baour en 1752.
Des circonstances particulières ont permis la réalisation partielle de ce plan. Une disette était alors installée dans les campagnes amenant des mendiants en nombre à Toulouse qui mourraient de faim à la campagne. Le modérateur de l'Académie a eu l'idée d'utiliser ces ouvriers à la recherche d'emploi pour faire le terrassement nécessaire à ces allées. Il a proposé cette idée aux capitouls n'ont pas été intéressés. Devant ce peu de réaction, il s'est adressé à l'archevêque de Toulouse, à l'intendant de la généralité du Languedoc, Le Nain, et à celui de Bordeaux, Louis-Urbain Aubert de Tourny. L'intendant du Languedoc donna alors ordre au capitouls de faire exécuter les travaux. Ils en confièrent la direction à François Garipuy avec Joseph-Marie de Saget, Duforc, Francès et Hardy comme inspecteurs. Cette opération a attiré un grand nombre de pauvres car les contrôles ont donné le nombre de 10 552. En mars 1752, la plus grande partie de ces pauvres sont retournés dans les campagnes pour cultiver la terre. Il ne resta plus qu'un petit nombre de travailleurs pour finir d'aplanir le sol et planter les arbres ce qui a été fini dans l'année. Tous les travaux d'ornementation prévus par Louis de Mondran n'ont pas été faits.

## Famille
- Denis de Mondran, avocat au parlement de Toulouse, contrôleur général de Languedoc, marié à Françoise d'Espie, fille de François d'Espie qui a été trois fois capitoul, en 1618, 1640 et 1648[14] ;
  - Jacques François de Mondran, trésorier de France ;
    - Guillaume de Mondran (†1742), trésorier de France ;
    - Louis de Mondran, capitoul en 1716, seigneur de La Pomarède, près de Seysses[15],
      - Louis de Mondran se marie en secondes noces à Toulouse, par contrat du 12 août 1730, avec Jane Rose de Boé, fille de Guillaume Boé, conseiller du roi et professeur à l'université de Toulouse, et de Catherine Élisabeth de Raisin, et à la chapelle des Pénitents noirs le 14 août. De ce mariage sont nés :
        - Louis-Joseph de Mondran[16], né le 15 juillet 1731, à Seysses, marié le 14 septembre 1762 avec Charlotte Louise Masson de Malboüe. Il a été grand maître des Eaux et Forêts à Paris ;
        - Jean-Louis de Mondran, né le 12 septembre 1733, à Toulouse ;
        - Paul-Louis de Mondran[17], né le 3 décembre 1734, prêtre, chanoine de Notre-Dame de Paris. Mort à Orléans, en 1795 ;
        - Marie-Thérèse de Mondran[18], née le 18 novembre 1737, à Toulouse, mariéeco le 31 juillet 1759 avec Alexandre Jean Joseph Le Riche de La Popelinière (1693-1762), morte le 13 août 1824 ;
          - Alexandre Louis Gabriel Le Riche de La Poplinière (28 mai 1763-30 mai 1836)

        - Marie-Louise-Gabrielle de Mondran, née le 25 août 1744, à Toulouse, mariée le 14 septembre 1762 avec Jacques de la Combe, morte le 26 juillet 1763.

## Écrits
- Plan général pour l'embellissement de la ville de Toulouse mis en dialogue entre un Parisien et un Toulousain, 1754
- Projet pour le commerce et les embellissemens de Toulouse, lu dans une séance de l'Académie de peinture, sculpture et architecture de Toulouse par un Membre de cette Académie, Toulouse, chez M. J.-H. Guillemette, 1754.
- Mémoire pour servir à l’histoire de l’Académie de peinture, sculpture et architecture de la ville de Toulouse, manuscrit déposé à la Bibliothèque de l’École des beaux-arts, Toulouse